# Affandi
Affandi (vollständiger Name: Kusuma Affandi, * 18. Mai 1907 in Cirebon (West-Java); † 23. Mai 1990 in Yogyakarta) war ein international erfolgreicher indonesischer Maler.

## Leben
Affandis Vater Raden Koesoema war Leiter einer Zuckerfabrik in Cirebon. Affandi besuchte die Schule in Batavia, dem heutigen Jakarta. Er arbeitete zunächst als Kinoplakatmaler und Ticketverkäufer, später als Lehrer. Ab 1934 erlernte er das Malen weitgehend autodidaktisch anhand von Reproduktionen und trat der Gruppe Lima Bandung bei, der auch Hendra Gunawan angehörte. Beeinflusst wurde er durch die ersten großen Ausstellungen europäischer Kunst in Indonesien Ende der 1930er Jahre sowie durch Sindudarsono Sudjojono (1913–1985). Seine erste Frau, Maryati Affandi (1916–1991), die er 1933 heiratete, war wie auch seine Tochter Kartika Affandi (* 1934) eine renommierte Malerin.
1942/43 stellte Affandi zum ersten Mal seine Bilder unter der japanischen Besatzung aus, wobei er mit dem späteren Präsidenten Sukarno und anderen Protagonisten der Unabhängigkeit in der Poetera-Kulturabteilung zusammenarbeitete. Den Kampf gegen die niederländischen Kolonialherren unterstützte er durch gemalte Poster. Weit verbreitet und geradezu ikonisch wurde sein Poster Boeng, ayo Boeng („Komm schon, Bruder“) nach einem Text von Chairil Anwar, das an Motive von Käthe Kollwitz erinnert. 1948 gründete er die indonesische Malervereinigung in Jakarta und um oder vor 1950 die Kelompok Lima Bandung (Bandung-Gruppe der Fünf) gemeinsam mit Hendra Gunawan, dem er freundschaftlich verbunden war, sowie mit Barli, Sudarso und Wahdi. 1949 erhielt er von der indischen Regierung ein Stipendium, was zunächst unmöglich erschien, da er keine Ausbildung vorweisen konnte. Seit 1951 stellte er seine Werke in Europa und 1952 als erster Indonesier in den USA in der Galerie von John Heller aus. 1953 war er auf der 2. Biennale von São Paulo als offizieller Botschafter Indonesiens vertreten, 1954 präsentierte er als erster Indonesier sein Land auf der Biennale Venedig. 1957 erhielt er ein Stipendium der US-Regierung für das Studium der Kunstdidaktik und wurde Honorarprofessor für Malerei an der Ohio State University in Columbus. Ende der 1950er Jahre stellte ihn die Kommunistische Partei Indonesiens als parteilosen Kandidaten für die Verfassungsgebende Versammlung auf. Affandi gehörte auch zu den zentralen Führern von Lekra (Volkskulturinstitut), der größten Kulturorganisation Indonesiens, die vom Suharto-Regime aufgelöst wurde. 
1967 malte er zusammen mit Orozco das East-West Center in Honolulu (Hawaii) aus. 1974 erhielt er die Ehrendoktorwürde der National University of Singapore, 1977 den Friedenspreis der Dag Hammarskjöld Foundation. Die Pax-Mundi-Bewegung ernannte ihn zum Mitglied der Menschrechtsakademie.

## Stil

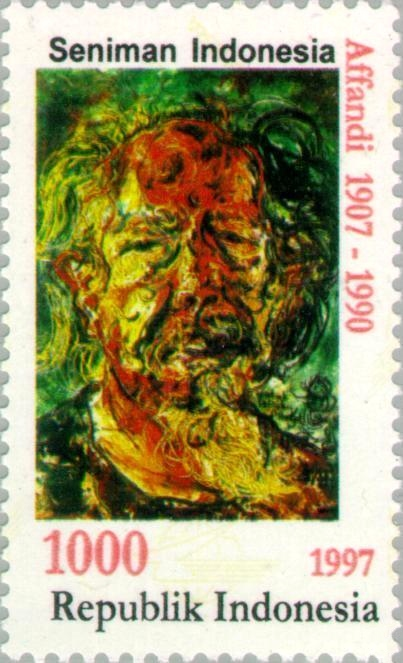
Indonesische Briefmarke mit Selbstporträt aus dem Jahr 1974 von Affandi

Affandi begann in realistischem Stil zu malen. In den 1950er Jahren wandte er sich einem romantischen expressionistischen Stil mit zunehmender Abstraktionstendenz zu und malte mit rohem Strich direkt aus der Tube (Impasto) oder verstrich die Farbe mit den Fingern. So erschienen ihm die gemalten Objekt lebendiger. Auch schätzte er die Freiheit, seine Gefühle mit den Händen statt mit einem Pinsel auszudrücken. Selten malte er an einem Bild länger als 90 Minuten. Viele seiner Bilder sind vom Wayang beeinflusst. Mit europäischen Stilbegriffen konnte er nichts anfangen. In mancher Hinsicht weisen seine Werke Ähnlichkeiten mit denen Vincent van Goghs auf. 
Insgesamt schuf Affandi über 2000 Bilder, die bis 2024 über 1200 Mal auf öffentlichen Aktionen angeboten wurden. Sie erzielen heute auf dem internationalen Kunstmarkt sehr hohe Preise.

## Museum
In Yogyakarta entwarf und baute Affandi ein Haus mit einem Museum für die Ausstellung seiner Gemälde am Flussufer des Gajah Wong. Das Dach des Gebäudes ähnelt einem Bananenblatt. Das 1973 eröffnete Museum verfügt über rund 250 Gemälde von Affandi. Die Stiftung, die es verwaltet, hat heute aufgrund fehlender Mittel Schwierigkeiten, das Museum zu betreiben. Wegen der hohen Luftfeuchtigkeit gibt es auch konservatorische Probleme. Affandi wurde nach seinem Tod auf eigenen Wunsch auf dem Museumsgelände beerdigt, wo er von seinen Bildern umgeben ist.